# Gordon-Keeble
Gordon-Keeble var en brittisk biltillverkare som tillverkade personbilar mellan åren 1963 och 1967.
Gordon Keeble fick sin början när John Gordon och Jim Keeble började samarbeta med att göra bilen Gordon GT 1959. Bilen fick en kaross designad av den då 21-årige Giorgetto Giugiaro och byggdes av Bertone, som visade upp den på Genèvesalongen 1960. Efter vidare testning skickades bilen till Detroit där Chevrolet gick med på att leverera Corvette-motorer och växellådor till produktionsbilarna. 
Skillnader i produktionsbilen jämfört med prototypen var bland annat en större motor och en kaross av glasfiber istället för aluminium. Mellan 1964 och 1967 tillverkades 100 bilar. Företaget led hela tiden av dålig ekonomi och bytte ägare 1965. Efter produktionen avslutades köpte amerikanen John de Bruyne rättigheterna till bilen och planerade att återuppta produktionen, något som dock aldrig blev av.
Enligt Gordon-Keeble Owner's Club existerar fortfarande över 90 exemplar av bilen.